# Ctislav Doseděl
Ctislav „Sláva” Doseděl (ur. 14 sierpnia 1970 w Przerowie) – czeski tenisista, reprezentant w Pucharze Davisa, olimpijczyk z Sydney (2000).

## Kariera tenisowa
Karierę zawodową Doseděl rozpoczął w 1989 roku, a zakończył w 2001 roku. W grze pojedynczej wygrał przez ten czas 3 turnieje rangi ATP World Tour oraz osiągnął 6 finałów.
W grze podwójnej triumfował w 1 turnieju kategorii ATP World Tour.
W Pucharze Davisa swoje pierwsze powołanie otrzymał w 1994 roku podczas rywalizacji w ćwierćfinale grupy światowej przeciwko Rosji. Mecz przeciwko Jewgienijowi Kafielnikowowi przegrał w trzech setach. Łącznie w reprezentacji zagrał w 11 pojedynkach singlowych, z których 3 wygrał.
W 2000 roku Doseděl wystąpił na igrzyskach olimpijskich w Sydney. W konkurencji gry pojedynczej odpadł w 1. rundzie, w której został wyeliminowany przez Nicolása Massú.
W rankingu gry pojedynczej Doseděl najwyżej był na 26. miejscu (10 października 1994), a w klasyfikacji gry podwójnej na 120. pozycji (10 marca 1997).

### Finały w turniejach ATP World Tour
| Legenda                                      |
| -------------------------------------------- |
| Wielki Szlem                                 |
| Igrzyska olimpijskie                         |
| Tennis Masters Cup / ATP Finals              |
| ATP Masters Series / ATP Tour Masters 1000   |
| ATP International Series Gold / ATP Tour 500 |
| ATP International Series / ATP Tour 250      |

#### Gra pojedyncza (3–3)
| Końcowy wynik | Nr | Data                 | Turniej   | Nawierzchnia | Przeciwnik          | Wynik finału                |
| ------------- | -- | -------------------- | --------- | ------------ | ------------------- | --------------------------- |
| Finalista     | 1. | 7 listopada 1993     | São Paulo | Ceglana      | Alberto Berasategui | 4:6, 3:6                    |
| Zwycięzca     | 1. | 29 października 1995 | Santiago  | Ceglana      | Marcelo Ríos        | 7:6(3), 6:3                 |
| Zwycięzca     | 2. | 5 maja 1996          | Monachium | Ceglana      | Carlos Moyá         | 6:4, 4:6, 6:3               |
| Zwycięzca     | 3. | 3 sierpnia 1997      | Amsterdam | Ceglana      | Carlos Moyá         | 7:6(4), 7:6(5), 6:7(4), 6:2 |
| Finalista     | 2. | 3 maja 1998          | Praga     | Ceglana      | Fernando Meligeni   | 1:6, 4:6                    |
| Finalista     | 3. | 2 maja 1999          | Praga     | Ceglana      | Dominik Hrbatý      | 2:6, 2:6                    |

#### Gra podwójna (1–0)
| Końcowy wynik | Nr | Data         | Turniej    | Nawierzchnia | Partner      | Przeciwnicy               | Wynik finału  |
| ------------- | -- | ------------ | ---------- | ------------ | ------------ | ------------------------- | ------------- |
| Zwycięzca     | 1. | 26 maja 1996 | St. Polten | Ceglana      | Pavel Vízner | David Adams Menno Oosting | 6:7, 6:4, 6:3 |